# Леонід Радвінський
Леонід Радвінський (нар. травень 1982 р., Одеса) — чиказький, україно-американський бізнесмен, порнограф та програміст. Є засновником порносайту MyFreeCams та основним власником сервісу підписки на контент OnlyFans.
Радвінський управляє фондом венчурного капіталу, який базується у Флориді, Leo.com, заснованим у 2009 році, який інвестує переважно в технологічні компанії. Помітні інвестиції включають ізраїльське програмне забезпечення Anywhere.
Випускник Північно-Західного університету, який є одним із найстаріших університетів у Іллінойсі, США.

## Біографія
Радвінський народився в Одесі, Україна у сім'ї єврейського походження, яка пізніше емігрувала до Чикаго, коли він був дитиною. У 2002 році він закінчив Північно-Західний університет, який знаходиться у Іллінойсі, США за спеціальністю "економіка".
Радвінський керує заснованим у 2009 році венчурним фондом "Лео", який інвестує переважно в технологічні компанії. Серед його значних інвестицій — ізраїльська компанія B4X та розробник програмного забезпечення Pleroma. Радвінський також є прихильником мови програмування Elixir.
У 2022 році він пожертвував 5 мільйонів доларів на допомогу Україні, а також благодійній організації, що займається боротьбою з раком, організації захисту тварин та фонду досліджень шкірних захворювань.

## Часова шкала
- У 2004 році Microsoft подала позов до Радвінського за те, що він нібито надіслав мільйони оманливих електронних листів користувачам Hotmail, але врешті справа була припинена.[4]
- У 2018 році він придбав 75 % акцій материнської компанії OnlyFans у компанії Fenix International Ltd., у її британського засновника Тіма Стоклі.[6][13]; Після цього OnlyFans дедалі більше зосереджувались на вмісті, що не є безпечним для роботи (NSFW), і «здобули репутацію як вулик порнографії».

- У серпні 2020 року Forensic News описав його як "порнопідприємця з історією судових процесів та звинувачень у спамі, крадіжках, шахрайстві та торгівлі наркотиками".[3]

- У травні 2021 року  The Guardian описали Радвінського як «американського ветерана порнографії, який здебільшого вирішує уникати засобів масової інформації».[14]